# Азур I
Азур I (азур 1, диметилтионина хлорид, азур метиленовый, Azure B, Methylene azure B) — органическое соединение, основный тиазиновый краситель с химической формулой C15H16ClN3S. Тёмно-зелёный кристаллический порошок, растворимый в воде.
Применяется в цитологии для окраски по Романовскому-Гимзе.

## Свойства
Тёмные коричневые кристаллы, обладающие зелёным блеском. Молярная масса составляет 305,82 г/моль. Растворим в воде, хуже растворим в этаноле, плохо растворим в хлороформе, почти нерастворим в диэтиловом эфире. Водные растворы имеют синюю окраску, в щелочной среде цвет изменяется на красный. Разбавленные спиртовые дают синевато-красную флуоресценцию.

## Применение
Применяется в микроскопии для окраски крови, также как прижизенный краситель и как редокскраситель.